# Himmelen (religion)
|  | Denne artikel omhandler Himmelen som religiøst/metafysisk begreb. For andre betydninger se Himmelen. |
Himmelen, Himlen, Himlene er et udtryk, der fortrinsvis anvendes i de abrahamitiske religioner, og som betegner et overjordisk, metafysisk "sted" for et menneskes sjæl efter det fysiske legemes død; et sted hvor Gud og guddommelige væsner findes.
Forestillingerne om en sådan transcendent sfære findes i de fleste religioner og mytologier, men varierer meget i indhold. Generelt er der dog tale om et positivt begreb forbundet med (evig) fred, lykke (salighed), frelse og velsignelse. Over for Himmelen findes forestillingen om helvede, stedet med evig straf, pine og lidelse.

## Himmelen i kristendommen
I Kristendommen anvendes himmelen som en metafor dels for det gode, der kommer til os ovenfra, dels for Guds bolig/nærvær. I kristen folkereligiøsitet hersker desuden forestillingen om et efterliv i Himmelen for de gode eller troende, hvor Sankt Peter står i porten med nøglemagten til at lukke de døde ind. Blandt teologer og i klassisk kristen dogmatik forbindes efterlivet dog i højere grad med fysisk form, dvs. forestillingen om en ny jord med en paradisisk tilstand (jfr. "Vi tror... på kødets opstandelse" i Den apostolske trosbekendelse).
Himmelen nævnes flere gange i Det Nye Testamente (NT), såvel i ental (f.eks. Matt 5,18; Matt 6,10) som Himlene i flertal (f.eks. Matt 3,16; Matt 3,17; Matt 5,12; Matt 5,16). Der er dog ikke nogen forskel i betydningen. Flertalsformen hænger sammen med den opfattelse, at der er flere himle, den ene oven over den anden (jfr. 2 Kor 12,2).
Himmelen anvendes endvidere hyppigt som en omskrivning af Gudsnavnet (se artikel om Jehova), f.eks. i Luk 15,18, og især i udtrykket: Himmeriget (dvs. Himlens rige eller Guds Rige). I Det Nye Testamente med ny retskrivning skrives Himmelen med stort H, hvor det er en omskrivning for Gudsnavnet eller betegnelse for Guds bolig.

## Himmelen i islam
For muslimer betyder døden, at legeme og sjæl adskilles. På "den yderste dag" stilles de døde til regnskab for Allah, som skiller de frelste fra synderne. I islam er det ikke kun den gode tro, der tæller, men også forbindelsen mellem troen og handlingerne/gerningerne. I Koranen nævnes Paradis flere gange som stedet, hvor mad, drikke og hourier findes i overflod.
Alle muslimers ultimative mål for deres eksistens er at komme i paradiset og leve et godt og behageligt liv. Hvis man følger Koranens og dermed Allahs ord, kan man ifølge muslimerne komme i paradiset. Man skal være rettroende og handle etisk forsvarligt. I Sura 56 ("Den indtræffende") tales der om dommedag. Hovedpunkterne i denne tekst omhandler betingelserne for "optagelse" i paradiset. De der ikke har gjort deres pligt og de der har tvivlet, kommer til et helvede hvor de vil føle ubehag: Vandet der vil være "sydende" og frugterne vil være "bitre." De kaldes i sura 56 "venstre-sides folk".
I modsætning til dem står "højre-sides folk", der har gjort deres pligt i livet og fulgt lovene i Koranen. De kommer i himlen hvor vandet er frisk, hvor der er mad og jomfruer i overflod. Derudover er de på forhånd sikret en plads i himlen. Det er udelukkende Allah der bestemmer, hvem der skal i paradiset: Han straffer dem der ikke har været tro mod hans ord, dem der kræver, spekulerer og beregner. Allah dømmer de vantro. Han alene har magten, fordi det er ham alene, der har skabt verden. I forhold til Allah er mennesket afmægtigt og underkastet. Hvis en muslim ønsker at vinde Allahs kærlighed og komme i paradiset, er metoden underkastelse.